# Bloodlust: Subspecies 3
Bloodlust: Subspecies 3 sau Bloodlust: Subspecies III  este un film american și românesc din 1994 regizat de Ted Nicolaou, al treilea din seria Subspecies. A fost produs de Castel Film Romania și Full Moon Studios și a fost distribuit direct-pe-video de Full Moon Features, la fel ca restul producțiilor francizei.
Rolurile principale au fost interpretate de actorii Anders Hove, Denice Duff și Kevin Spirtas.

## Prezentare
Filmul începe imediat de unde a rămas Subspecies 2.  Bloodlust: Subspecies 3 o găsește pe Michelle adânc în catacombe cu mumia, mama lui Radu, care își învie din morți fiul cu sângele lui Michelle și cu pumnalul fermecat; Radu, mama sa și Michelle se întorc la Castelul Vladislas. Michelle promite să asculte de Radu dacă o va învăța tot ce știe. Radu o scoate pe Michelle la vânătoare pentru a-și putea spori puterile, în timp ce Mel contactează un fost agent CIA pentru ajutor. În timp ce încearcă să o salveze pe Michelle, mama lui Radu îl ucide repede pe fostul agent CIA  și o lasă pe Mel inconștientă. Într-un efort de a o face pe Michelle să rămână cu el pentru totdeauna, Radu o ucide pe mama sa când aceasta o atacă pe Michelle. Becky ajunge să o salveze pe Michelle, dar înainte ca toată lumea să plece, Michelle ia o armă de la Becky, care are gloanțe de argint, și îl împușcă pe Radu. Soarele care răsare o încetinește pe Michelle, așa că este pusă într-un sac de cadavre care a fost adus; întârzierea îi permite lui Radu să prindă din urmă grupul. Dorind Pietrei Sângelui, care a fost luată de Michelle, Radu le promite că-i lasă pe toți în viață în schimbul Pietrei. Becky o aruncă peste acoperiș și, când Radu încearcă s-o urmărească, este cuprins de razele Soarelui. Corpul lui Radu izbucnește în flăcări și cade de pe zidul castelului. Becky și grupul ajung la mașina lor și pleacă. Cadavrul ars al lui Radu este lăsat mocnit și înfipt în ramuri de copaci, cu sângele său arzător căzând la pământ; flăcările se sting în curând și sângele se transformă în subspecii noi.

## Distribuție
- Anders Hove: Radu
- Denice Duff: Michelle Morgan
- Kevin Spirtas: Mel
- Melanie Shatner: Rebecca Morgan
- Michael Denish: Popescu
- Pamela Gordon: mumie
- Ion Haiduc: locotenentul Marin
- Michael Della Femina: Bob

## Producție și primire
A fost filmat în mai multe locuri din România, folosind tehnici de animație stop motion  și păpuși pe tije pentru a se obține aspectul dorit de regizor pentru creaturile denumite subspecii. Filmul a avut parte de recenzii împărțite, criticii citând clișeele cu vampiri ca un punct slab al producției, dar în general lăudând alegerea regizorului de a face filmările din România, precum și efectele speciale folosite în filme.  

## FrancizaSubspecies
- Subspecies (1991)
- Bloodstone: Subspecies 2 (1993)
- Bloodlust: Subspecies 3 (1994)
- Vampire Journals (1997)
- Subspecies 4: Bloodstorm (1998)